# Friedhofskreuz (Deidesheim)

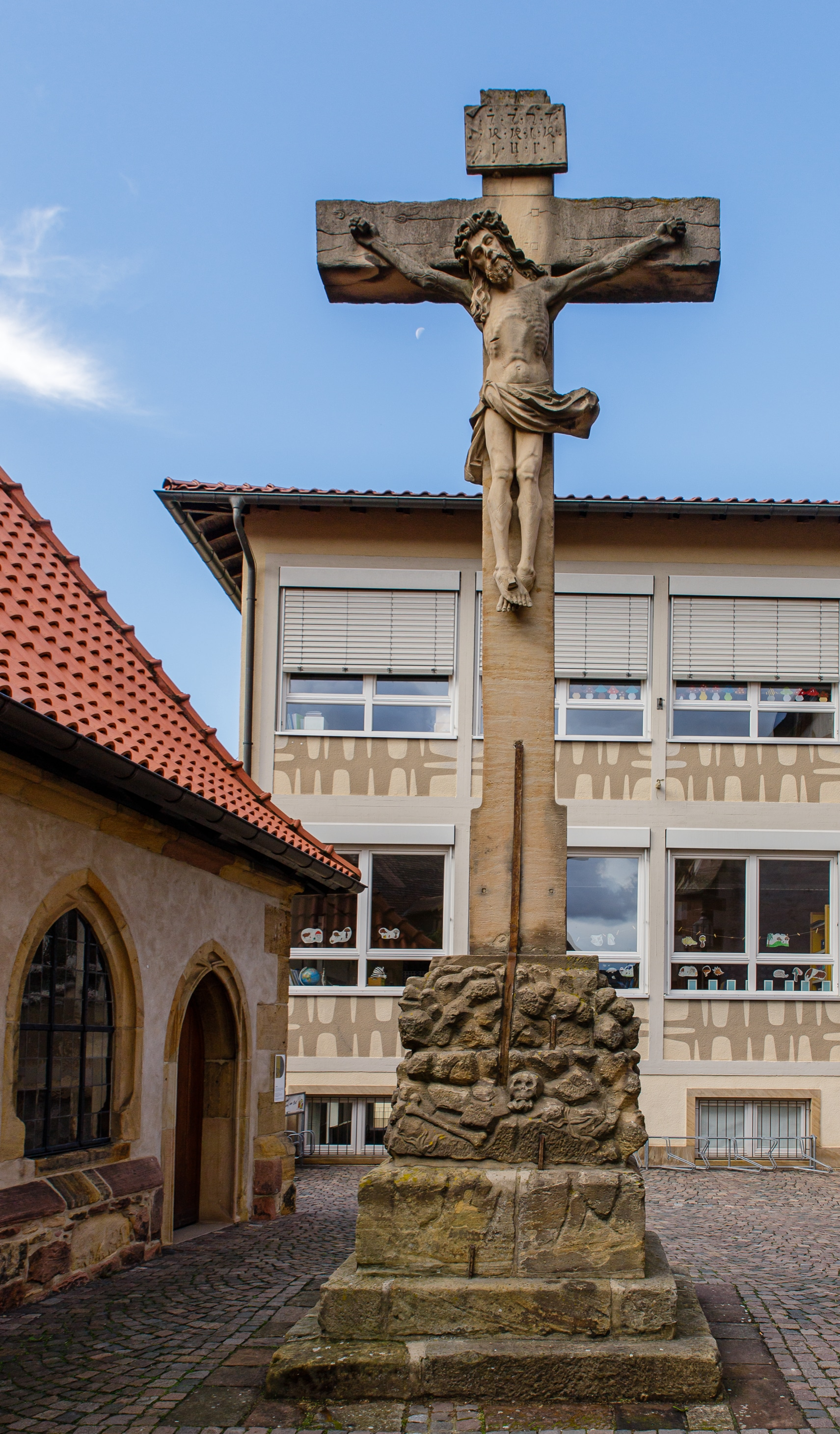
Friedhofskreuz

Das ehemalige Friedhofskreuz der pfälzischen Kleinstadt Deidesheim steht vor der Pfarrkirche St. Ulrich, wo sich früher der Friedhof der Stadt befand. Als Teil der unmittelbaren Umgebung der Pfarrkirche steht es unter Denkmalschutz.
Vom 15. Jahrhundert bis zum 18. Jahrhundert lag um die Pfarrkirche herum der Friedhof Deidesheims. Überbleibsel davon sind alte Grabsteine am südlichen Seitenschiff, das Beinhaus und das Friedhofskreuz.
Das Kreuz ist 6,48 Meter hoch, der überlebensgroße Kruzifixus misst zwei Meter. Der Korpus und das Kreuz wurden aus demselben Werkstück geschlagen. Das Kreuz steht auf einem mehrstufigen Sockel, in die oberste Stufe sind Knochen, Schädel und Geröllstücke eingemeißelt, ein Hinweis auf die Schädelstätte Golgotha. An die Tafel oben am Kreuz ist mit elf Nägeln ein „Pergament“ genagelt, darauf sind dreimal, in drei Reihen, die Anfangsbuchstaben der Aufschrift „Jesus von Nazareth, König der Juden“ zu finden, in hebräischen, griechischen und lateinischen Buchstaben.
Als Vorbild für das Friedhofskreuz kann das Kruzifix bei der Stiftskirche von Baden-Baden von Nikolaus Gerhaert (1467) gelten. Zunächst wurde vermutet, das Friedhofskreuz stamme aus der Zeit um 1500; der Deidesheimer Regionalhistoriker Berthold Schnabel konnte allerdings anhand alter Schriftquellen darlegen, dass das Kreuz nach 1554 entstanden sein muss, wohl in der zweiten Hälfte des 16. Jahrhunderts. Welcher Künstler das Kreuz geschaffen hat, lässt sich heute nicht mehr feststellen.